# Bulbophyllum argyropus
Bulbophyllum argyropus là một loài phong lan thuộc chi Bulbophyllum.